# Euodynerus planitarsis
Euodynerus planitarsis (лат.) — вид одиночных ос из семейства Vespidae.

## Распространение
Встречаются в Северной Америке: Канаде (от Нью-Брансуика до Британской Колумбии, Саскачеван, Северо-Западные территории), США (в основном на севере: Мэн, Нью-Гэмпшир, Мичиган, Висконсин, Миннесота, Колорадо).

## Описание
Длина переднего крыла самок 9,5—10,5 мм, а у самцов — 7—9,5 мм. Окраска тела в основном чёрная с жёлтыми отметинами.